# Mario Balla
Mario Giacomo Giuseppe Balla (* 21. Februar 1903 in Genua; † 28. März 1964 ebenda) war ein italienischer Wasserballspieler.

## Karriere
Balla nahm mit der italienischen Nationalmannschaft und seinen Teamkollegen Tito Ambrosini, Arnaldo Berruti, Mario Cazzaniga, Eugenio Dellacasa, Achille Gavoglio und Giuseppe Valle am olympischen Wasserballturnier 1924 in Paris teil. Die Italiener unterlagen bereits in der ersten Runde dem Team aus Schweden mit 0:7. Damit belegte die Mannschaft den geteilten zehnten Platz unter dreizehn Teilnehmern.
Balla spielte für den Verein SG Andrea Doria aus Genua, der zwischen 1921 und 1931 insgesamt achtmal die italienische Meisterschaft im Wasserball für sich entscheiden konnte.